# Emeril (série télévisée)
Emeril est une série télévisée américaine de sitcom en onze épisodes de 22 minutes, diffusés entre le 25 septembre et le 11 décembre 2001 sur NBC.

## Fiche technique
Sauf indication contraire, les informations mentionnées dans cette section peuvent être confirmées par la base de données cinématographiques IMDb,  présente dans la section « Liens externes ».
- Titre original : Emeril
- Réalisation : Harry Thomason
- Scénario : Linda Bloodworth-Thomason, Dan Cohen, Pamela Norris, F. J. Pratt, David Nichols, George McGrath et Bill Steinkellner
- Casting : Deborah Barylski et Fran Bascom
- Montage : Leo Papin et Michael Fendler
- Décors : Leslie McCarthy-Frankenheimer
- Costumes : Cliff Chally
- Photographie : James W. Roberson
- Musique : Bruce Miller
- Production : Adrienne Crow et Barbara Stoll
  - Producteur consultant : Pamela Norris, Dan Cohen, George McGrath, David Nichols et F. J. Pratt
  - Producteur délégué : Linda Bloodworth-Thomason, Emeril Lagasse, Bill Steinkellner, Harry Thomason et Douglas Jackson
- Sociétés de production : Mozark Productions et NBC Studios
- Société de distribution : NBC
- Chaîne d'origine : NBC
- Pays d'origine :  États-Unis
- Langue originale : anglais
- Genre : Sitcom
- Durée : 22 minutes

## Distribution

### Acteurs principaux
- Emeril Lagasse : Emeril Lagasse
- Lisa Ann Walter : Cassandra Gilman
- Sherri Shepherd : Melva LeBlanc
- Carrie Preston : B. D. Benson
- Robert Urich : Jerry McKenney

### Acteurs récurrents et invités
- Tricia O'Kelley : Trish O'Connell
- Mary Page Keller : Nora Lagasse
- Tara Karsian : Amy Smearball
- James Lafferty : James Lagasse
- Felicia Day : Cherie
- Robin Riker : Nora Lagasse
- Burt Reynolds : lui-même
- Molly Hagan : Joanna
- Bo Derek : elle-même
- Dom DeLuise : lui-même
- Vincent Pastore : lui-même
- Mark Christopher Lawrence : Matt
- Bradley Joseph : le garçon
- Kevin Cooney : Bill Benson
- Frank D'Amico : Burt

## Épisodes
1. Fat
2. Fifteen Minutes
3. Blind Dates
4. Whose Life Is It Anyway?
5. The Sopranos Come to Dinner
6. Halloween
7. The Sidekick
8. Snow Day
9. The Retreat
10. One Man’s Cornbread